# Bryaninops natans
Il ghiozzo dall'occhio rosso (Bryaninops natans) è un pesce marino della famiglia Gobiidae.

## Distribuzione e habitat
Vive nelle acque del bacino Indo-Pacifico e nella zona del Mar Rosso.

## Descrizione
È un pesce di piccole dimensioni e misura al massimo 2,5 cm.